# Cycais
Cycais är ett släkte av spindlar.
Cycais ingår i familjen flinkspindlar.
Kladogram enligt Catalogue of Life:
| Cycais | \| \| Cycais cylindrata \| \| \| \| \| \| Cycais gracilis \| \| \| \| |
|        | \| \| Cycais cylindrata \| \| \| \| \| \| Cycais gracilis \| \| \| \| |
|        | Cycais cylindrata                                                     |
|        |                                                                       |
|        | Cycais gracilis                                                       |
|        |                                                                       |